# Riccardo Cocchi
Riccardo Cocchi (Terni, 7 dicembre 1975) è un ballerino italiano di danze latino americane.

## Biografia
Riccardo Cocchi è 10 volte campione del mondo di danze Latino Americane World Dance Council con  Yulia Zagoruychenko. Ha iniziato a studiare danza all'età di 6 anni, inizialmente il liscio e le danze standard. Solo una volta raggiunti i 12 anni ha iniziato lo studio delle danze latino americane con il professionista Sammy Stopford.
Fra i suoi maestri anche l'ex campione del mondo Espen Salberg ed il pluricampione del mondo Donnie Burns MBE.
A partire dal 1998 è stato in coppia per 8 anni con Joanne Wilkinson vincendo tutti i titoli italiani più importanti (nella FIDS) ed arrivando a vincere anche varie competizioni europee fino a raggiungere il titolo mondiale IDSF presso Ostrava (Repubblica Ceca) nel 2005.
Nel 2007 inizia una nuova partnership e inizia ad ottenere una serie di successi con Yulia Zagoruychenko rappresentando gli Stati Uniti. Insieme vinsero per la prima volta il campionato mondiale WDC (World Dance Council) nel 2010 e si riconfermarono anche nel 2011-2012-2013-2014-2015-2016-2017-2018-2019 dominando le danze latino americane professionistiche per un intero decennio .
Si ritira ai campionati mondiali nell'ottobre del 2019 a Miami e prosegue la carriera come insegnante.